# Jerry Oster
Pour les articles homonymes, voir Oster (homonymie).
 (novembre 2014).
Jerry Oster, né le 22 janvier 1943 à Carlsbad, au Nouveau-Mexique et mort le 26 janvier 2020, est un écrivain américain, auteur de roman policier.

## Biographie
Il fait des études supérieures à l'Université Columbia où il obtient un diplôme de Lettres en 1964. Il est ensuite journaliste pour l'agence UPI de 1965 à 1966, puis correspondant en Amérique pour Reuters de 1966 à 1969, avant d'être embauché comme critique de cinéma au New York Daily News de 1970 à 1977.
Sa carrière littéraire s'amorce en 1980 avec le roman policier Port Wine Stain. La même année, sous le pseudonyme de Max Perry, Oster fait paraître Effets spéciaux (Final Cut), roman policier « inspiré de la controverse née autour du film La Chasse (Cruising) de William Friedkin, qui mettait en scène un homosexuel meurtrier ». Situé à Greenwich Village, le roman reprend des éléments de l'affaire quand un acteur est découvert dans un hôtel, lardé de coups de couteau. L'enquête permet d'évoquer avec acuité les milieux de cinéma et de la communauté gay new-yorkaise, proposant, selon Claude Mesplède « une intelligente réflexion sur l'homosexualité ».
En 1985, Jerry Oster, dans Gare au bon samaritain (Sweet Justice), évoque une série de meurtres perpétré par un criminel misogyne. Apparaît dans ce roman pour la première fois le lieutenant Jacob Neuman de la police de New York qui, avec l'aide de son fidèle Redfield, mène à bien de sombres enquêtes criminelles dans deux autres titres avant d'être abandonné par son créateur. Il est remplacé dès 1990, dans Affaires privées (Internal Affairs), par Joe Cullen, un enquêteur de la police new-yorkaise, divorcé et âgé d'un cinquantaine d'années, qui se charge d'une double enquête pour démasquer un tueur en série et un incendiaire qui terrorisent tous deux la mégalopole.

## Œuvre

### Romans

#### SérieLieutenant Jacob Neuman
- Sweet Justice (1985), aussi titré Rough Justice Publié en français sous le titre Gare au bon samaritain, traduit par Denise May, Paris, Gallimard, Série noire no 2036, 1986  (ISBN 2-07-049036-X)
- Nowhere Man (1987)
- Club Dead (1988)

#### SérieJoe Cullen
- Internal Affairs (1990) Publié en français sous le titre Affaires privées, traduit par Élisabeth Luc, Paris-Monaco, Éditions du Rocher, 1993  (ISBN 2-268-01530-0) ; réédition, Paris, Gallimard, Folio policier no 233, 2001  (ISBN 2-07-041075-7)
- Fixin' to Die (1992)
- When the Night Comes (1993)

#### Autres romans
- Port Wine Stain (1980)
- Municipal Bounds (1981)
- California Dead (1986), aussi titré Rancho Maria
- Saint Mike (1987)
- Violent Love (1991)
- Nightfall (1999)
- Busted Valentine (2004)

#### Roman signé Max Perry
- Final Cut (1980), ce roman a été réédité aux États-Unis sous la signature Jerry Oster Publié en français sous le titre Effets spéciaux, traduit par France-Marie Watkins, Paris, Gallimard, Série noire no 1848, 1981  (ISBN 2-07-048848-9)

### Autre publication
- Maya Angelou's I Know Why the Caged Bird Sings (2003)

## Sources
- Claude Mesplède, Dictionnaire des littératures policières, vol. 2 : J - Z, Nantes, Joseph K, coll. « Temps noir », 2007, 1086 p. (ISBN 978-2-910-68645-1, OCLC 315873361), p. 467.